# Numerònim
Un numerònim (anglès: 'numeronym') és una paraula (abreviació) que conté nombres.
Un tipus de numerònims són els que substitueixen les lletres centrals d'una paraula o expressió llarga per un nombre que indica el nombre de lletres substituïdes. Segons Tex Texin, la primera paraula d'aquest tipus va ser "S12n", el nom de compte de correu electrònic donat a l'empleat de Digital Equipment Corporation (DEC) Jan Scherpenhuizen per l'administrador de sistemes, ja que el seu cognom era massa llarg per ser un nom de compte. El 1985, els col·legues que trobaven el nom de Jan impronunciable, es van referir a ell verbalment com "S12n". L'ús d'aquests numerònims es va convertir en part de la cultura corporativa de DEC.

## Exemples
- CR7: el futbolista portuguès Cristiano Ronaldo.
- 1-O: referèndum sobre la independència de Catalunya de 2017.
- 11-M: atemptat de Madrid de l'11 de març de 2004.
- 11-S: atemptats de l'11 de setembre de 2001.
- 24/7: servei les 24 hores al dia, 7 dies a la setmana.
- G8: Grup dels Vuit.
- G20: Grup dels Vint.
- g11n: globalització.[2] (anglès: 'globalization')
- i18n: internacionalització.[2] (anglès: 'internationalization')
- l10n: localització.[2] (anglès: 'localisation')
- W3: World Wide Web.
- W3C: World Wide Web Consortium.
- E15: el volcà Eyjafjallajökull d'Islàndia.[3]
- P45: pneumonoultramicroscopicsilicovolcanoconiosis (paraula anglesa de 45 lletres).
- M-19: antic grup guerriller de Colòmbia.
- Y2K: problema de l'any 2000.
- Y2K38: problema de l'any 2038.